# Izdebno (Siemyśl)
Izdebno (deutsch Justinenthal) ist ein Wohnplatz bei Unieradz (Neurese) in der Woiwodschaft Westpommern in Polen.

## Geographische Lage
Der Wohnplatz liegt in Hinterpommern etwa 17 Kilometer südlich von Kołobrzeg (Kolberg), etwa zwei Kilometer südlich des Dorfes Unieradz (Neurese). Im Westen des Wohnplatzes liegt der zu Siemyśl (Simötzel) gehörende Wohnplatz Wątłe Błota (Wilhelmsberg), im Osten der Wohnplatz Wszemierzyce (Marienhof). 

## Verwaltungsgliederung
Izdebno gehört zum Schulzenamt Unieradz in der Gmina Siemyśl (Landgemeinde Simötzel). Mit dieser gehört es zum Powiat Kołobrzeski (Kolberger Kreis) der polnischen Woiwodschaft Westpommern. 

## Geschichte
Im ersten Drittel des 19. Jahrhunderts wurde Justinenthal als Vorwerk des Gutes Neurese B gegründet. Im Jahre 1886 wurde das Gut aufgeteilt, hierbei wurde das bisherige Vorwerk Justinenthal zu einem Bauernhof. Im Jahre 1905 erschien der Wohnplatz unter dem Namen Grünhaus, der sich aber nicht durchsetzte. 
Justinenthal gehörte zunächst zum Gutsbezirk Neurese B, dann mit dem Zusammenschluss der beiden Neureser Gutsbezirke in den 1870er Jahren zum Gutsbezirk Neurese und später zur Landgemeinde Neurese. Mit der Landgemeinde Neurese gehörte Justinenthal bis 1945 zum Kreis Kolberg-Körlin in der Provinz Pommern. 
Nach dem Zweiten Weltkrieg kam Justinenthal, wie ganz Hinterpommern, an Polen. Der Ort erhielt den polnischen Namen Izdebno.

## Entwicklung der Einwohnerzahlen
- 1864: 10[1]
- 1885: 09[1]
- 1895: 11[1]
- 1905: 04[1]